# Mommie Schwarz
Pour les articles homonymes, voir Schwarz.
Samuel L. (Mommie) Schwarz, né le 28 juillet 1876 à Zutphen (Pays-Bas) et mort assassiné le 19 novembre 1942 à Auschwitz (Silésie), est un peintre et graphiste juif néerlandais. Il a également travaillé comme concepteur de reliures.

## Biographie
Mommie Schwarz épouse l'artiste peintre Else Berg en 1920. Ensemble, ils forment un couple d'artistes. Tous deux font partie de l'école de Bergen. Ils ont tous deux été tués au camp de concentration d'Auschwitz en 1942.

## Galerie d'œuvres

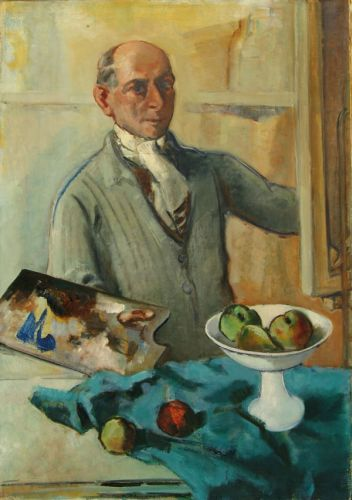
Autoportrait au chevalet, ca. 1935-1940, Joods Historisch Museum
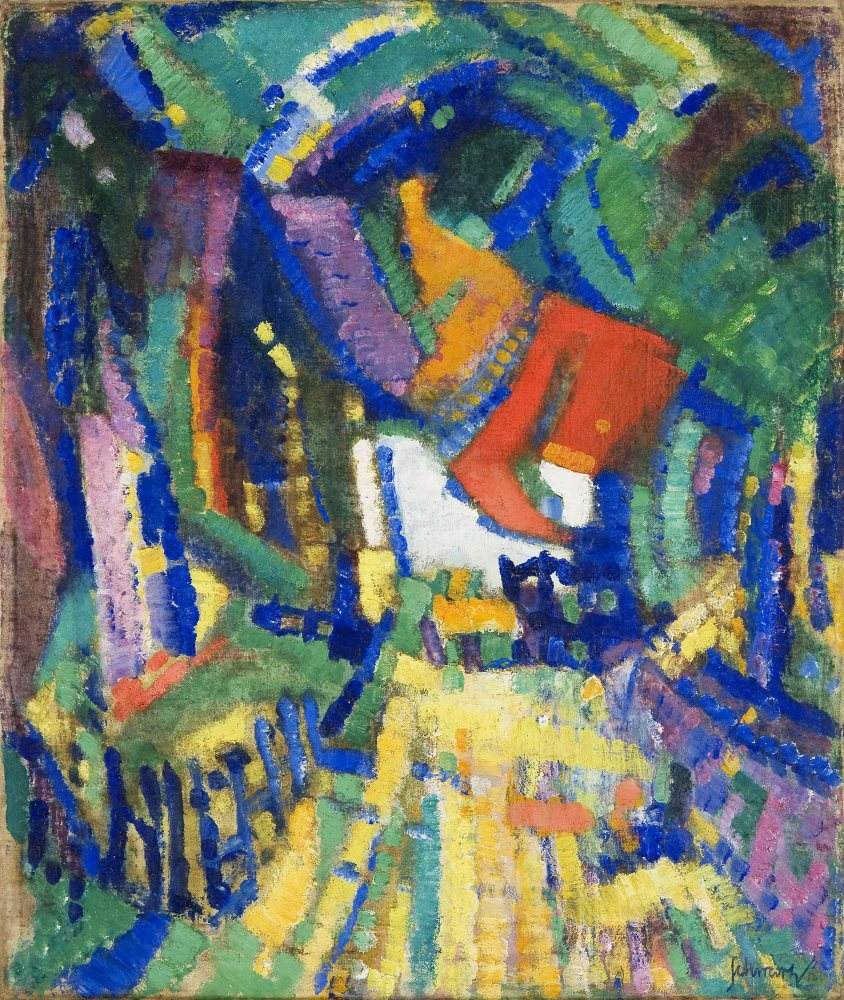
Rue du village au soleil, 1912
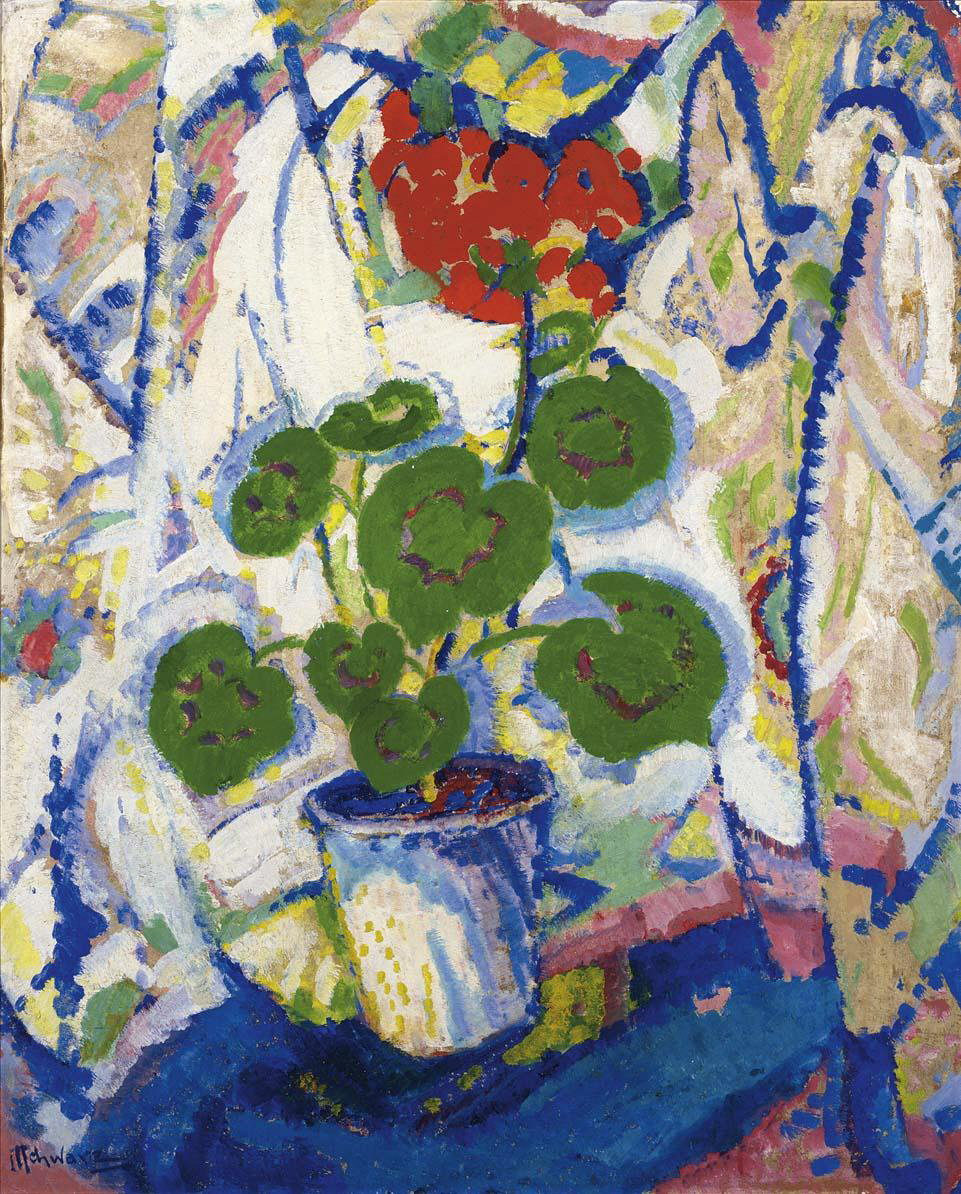
Nature morte aux fleurs, vers 1913
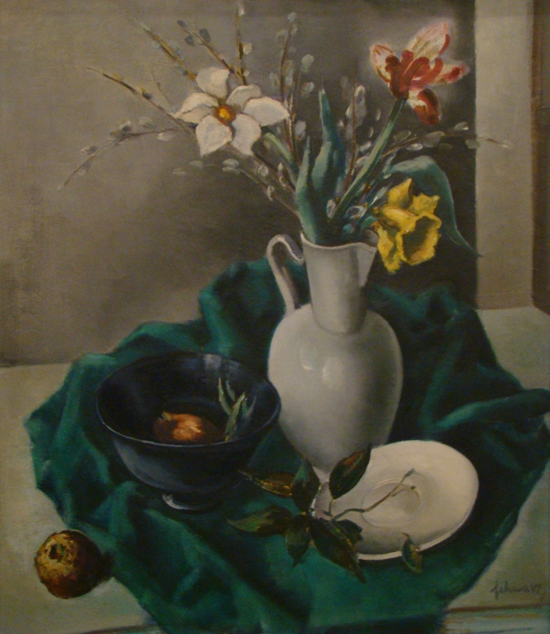
Nature morte aux fleurs, avant 1939

## Œuvres dans des collections publiques (sélection)
- Musée historique juif, Amsterdam[3]
- Musée Kranenburgh, Bergen (NH)
- Musée De Wieger, Deurne
- Rijksmuseum Amsterdam[4]